# 박기출
박기출(朴己出, 1908년 4월 25일~ 1977년 8월 7일, 부산광역시)은 대한민국의 의사, 정치인이다. 본관은 밀양.

## 생애
부산 동래고등보통학교를 졸업하고 도쿄의학전문학교를 거쳐 1942년 규슈제국대학에서 의학박사학위를 받았다. 해방전까지 부산 초량역 앞에서 미쓰모토 외과의원을 개업하고 평범한 의사로 생활했다 
이때 한겨울에 독감에 걸려 위독한 상태에 있던 일본인 초량역장을 치료해주었는데 후일 유신선포후 박기출이 일본에 망명중이던 시절 위암에 걸려 동경대학병원에 입원해 투병중일 때 그 일본인 역장의 미망인이 찾아와 "남편의 생명의 은인이신 박 선생의 은혜를 갚겠다"며 대소변을 받아내는등 장기간 간병을 해주었다
```
당시 박정희 정권의 중앙정보부는 박기출의 가족의 출국을 허가해주지 않아서 그는 일본 동경에서 가족도 없이 그 일본인 할머니의 도움만으로 투병생활을 하다가 임종직전에야 미국에서 의사로 있던 둘째아들이 와서 함께 귀국했고 며칠후에 사망했다
```

8.15 광복 평범한 의사로 있던 그는 우연한 기회에 미군정청 부산지방 초대 후생국장으로 일하게 되었고 이 때 행정업무를 보면서 여러 이해당사자들을 찾아다니며 이해와 협조를 구하는 과정에서 정치의 매력에 빠지게 되었다고 고백한 바 있다 이후 민족자주연맹과 민주독립당 경남위원장 등을 지내면서 정치에 참여했다. 
1956년 조봉암과 진보당을 결성하여 중앙당 부위원장이 되었고, 이때도 그에게 뜻밖의 기회가 찾아왔다 원래 진보당 창당시 조봉암은 한민당 출신의 거물정치인 서상일을 대통령후보로 추대한다는 조건하에 영입하여 그의 조직력과 자금을 후원받았다 당시는 이승만의 사사오입개헌을 저지하기 위해 보수야당 한민당 출신들과 이승만을 위해 사사오입 개헌 발의안에 서명했던 김영삼 등 일부 자유당 출신들과 그 외 야권이 모두 뭉친 범보수야당 민주당이 출범할때였으나 이 때문에 서상일은  한민당 출신 동지들과 결별하고 조봉암의 혁신노선에 참여하였던 것이다 
```
그런데 막상 진보당이 창당되려하자 조봉암은 갑자기 태도를 바꿔 "아무래도 대통령후보는 제가 하는 것이 좋겠다"며 서상일에게 대신 부통령후보로 출마할 것을 권유했다 그런데 이것을 단순히 조봉암의 욕심으로만 볼수는 없는 것이 본선경쟁력에 있어서 서상일과 조봉암의 차이가 컸기 때문이다 
```

실제로 1952년의 2대 대선과 1956년의 3대 대선에서 조봉암은 이승만과 표차가 크게 벌어지기는 했어도 모두 차점을 차지했던것이다 당시 진보당의 조직력과 자금의 열세를 감안한다면 이는 대단한 선전이었다 어쨌거나 심기가 상했던 서상일은 조봉암의 부통령후보제의를 거절하고 탈당해 민주혁신당을 창당했다 
```
서상일의 탈당으로 공석이 된 빈자리에 조봉암은 박기출을 추천했는데 정가의 반응은 대부분 의외라는 것이었다 그후 1956년 5월25일의 3대 정부통령선거를 앞두고 여론의 압력에 못이겨 제일야당 민주당과 진보당은 후보단일화 협상을 갖게 됐는데 협상장에서 진보당 대통령후보 조봉암은 민주당 대통령후보 신익희에게 자신이 양보할테니 대신 부통령후보는 민주당 후보 장면이 진보당 후보 박기출에게 양보할 것을 요구하였다 
그러나 이것은 민주당으로서는 정말 받아들이기 어려운 요구였다 왜냐하면 초대 주미대사 국무총리 등 화려한 경력을 가진 장면과 부산 변두리의 외과의사였던 박기출은 경력면에서도 비교가 되지않았고 설사 신익희가 이를 받아들인다 해도 당시 신구파의 연합체였던 민주당은 당내경선에서 구파의 영수였던 신익희와 신파의 영수였던 장면을 나란히 정부통령후보로 선출하였던 것인데 당내 신파를 납득시키는 것도 쉬운 일이 아니었던 것이다 
결국 후보단일화 협상은 결렬되었고 대통령 후보인 조봉암과 함께 부통령 후보로 입후보하여 '평화적인 남북통일', '피압박 대중의 승리' 등을 구호로 내세우며 근로 대중의 지지를 호소하고 혁신과 진보적 이데올로기를 제창했으나 야당의 연합전선 형성을 위해 사퇴했다. 1958년 1월 진보당이 북한과 연락하여 대한민국을 파괴하려 한다는, 이승만 정권이 조작한 진보당사건으로 구속되어 징역 20년을 구형받았으나 무죄선고를 받고 보석으로 풀려났다. 1960년 제2공화국의 출범을 앞두고 허정 과도내각하에서 치른 7ᆞ29 총선 때 사회대중당을 조직하고 국회의원에 입후보했으나 낙선했다. 이때 반혁명세력이 다시 대두하는 것을 규탄하다가 '입후보자 난동사건'으로 구속되어 1년형을 선고받았다. 
```

5·16군사정변 뒤 1967년 제7대 국회의원 총선거에서 부산시 동구에서 보수야당인 신민당 공천으로 출마하여 당선됨으로써 마침내 원내진출에 성공하였다. 그런데 국회의원 임기말에 이어진 1971년 제7대 대통령선거에서 원래 국민당을 창당하고 출마하기로 했던 윤보선이 승산이 없음을 자각하고 갑자기 불출마를 선언하자 국민당 관계자들로부터 대신 출마해줄것을 제의받고 대통령 후보로 나섰으나 낙선했다. 그후 잠시 정치활동을 쉬다가 유신선포후인 1973년 9대총선에서 양일동이 창당한 군소야당인 통일당 후보로 서울 동대문에서 출마하였다가 낙선했다. 그 후 다시 정치낭인으로 지내다가 유신정권이 자신을 체포하려한다는 제보를 받고 급히 일본으로 도피했다.
```
일본망명 후 큐슈의 한 시골마을에서 병원의사로 취직해 살다가 갑자기 암에 걸려 투병중 임종을 앞두고 귀국했다가 곧바로 사망했다. 
 그의 부산 동래고 후배 김성호가 동래고 총동창회보 2003.12.3.자에 기고한 수기 《도쿄에서 만난 박기출 대선배님의 눈물》에 따르면 이때 박기출은 큐슈에서 자취를 하고 있었는데 중앙정보부는 이때도 그의 주변을 미행감시하고 그것도 모자라 그의 빈방에 몰래 들어와 방을 뒤지고 여권을 훔쳐가고 심지어 그가 근무하는 병원에 그의 해임을 요구하는 등 행패를 부렸다고 한다 중앙정보부는 그의 가족들의 출국을 절대 허용하지 않았고 그에게 한푼의 돈도 송금하지 못하도록 함으로써 그가 행여라도 일본에서 정치활동을 할 가능성을 원천차단하고자 하였다. 
그러나 박기출은 비록 정치활동을 할 수 없게 되었지만 그대신 일본어로 《한국정치사》라는 책을 집필하여 이승만ᆞ박정희 정권의 반민주적 독재정치를 고발함으로써 문필로라도 끝까지 투쟁하고자 한 것이다. 그런데 이 책은 해방후 1970년대 당시까지의 한국정치사를 비교적 정확하고 객관적으로 기술해서 많은 정치학도들의 연구에 도움을 주고 있는데 최근(2010년)에 한국어로도 번역 출판되었다. 
그의 후배 김성호의 수기에 따르면 박기출은 큐슈에서 의사로 근무하는 틈틈이 이 책을 써서 주말을 이용하여 도쿄에 올 라와서 원고 보따리를 들고 다니며 여러 출판사들을 전전하며 출판을 교섭하였다고 한다. 그 외에도 경남체육회 회장, 대한의학협회 회장, 반독재 재야민주세력 단일화추진위원회 위원장 등을 역임하였다. 저서로는 《한국정치사》와 강연의 요지를 모아서 엮은 《내일을 찾는 마음》이 있다.
```

## 저서
- 서중석, 《이승만과 제1공화국》 (역사비평사, 2007) 157p

## 같이 보기
- 서상일
- 조봉암
- 호헌동지회
- 윤보선
- 장준하

## 역대 선거 결과
|  | 0% |

|  | 26.18% |

|  | 55.46% |

|  | 0.36% |

|  | 1.87% |